# Тостиг
Тостиг Годвинсон (англ. Tostig; около 1026 — 25 сентября 1066) — англосаксонский аристократ, эрл Нортумбрии в 1055—1065 годах из рода Годвинсонов; младший брат короля Гарольда II и один из организаторов норвежского вторжения в Англию в 1066 году.

## Биография

### Молодые годы
Тостиг был третьим сыном эрла Уэссекса Годвина и Гиты, дочери датского викинга Торкеля Стюбьёрнссона. Его отец был самым влиятельным магнатом англосаксонской Британии и фактическим правителем государства в начале правления короля Эдуарда Исповедника. В 1051 году Тостиг женился на Юдифи, дочери графа Фландрии Бодуэн IV и тётке Матильды, жены Вильгельма I Завоевателя.
В 1051 году король Эдуард Исповедник добился лишения титулов эрла Годвина и его изгнания из Англии. Годвин и его сын Тостиг нашли убежище у графа Фландрии, а в следующем году организовали высадку в Англии и силой заставили короля вернуть им владения и титулы. Позиции дома Годвина в стране были восстановлены, а в 1055 году после смерти Сиварда, в обход его несовершеннолетних сыновей, Тостиг стал эрлом Нортумбрии.

### Правление в Нортумбрии
В качестве эрла Нортумбрии Тостиг был фактически полунезависимым правителем всей Северной Англии. В отличие от своего предшественника Сиварда, у Тостига не было связей с древними и свободолюбивыми англо-норвежскими родами Нортумбрии, он воспринимался местной знатью как «южанин», представитель правящей в королевстве фамилии, которая была чужда для жителей Нортумбрии. Однако Тостигу удалось установить хорошие отношения с королём Шотландии, и в период его правления на англо-шотландской границе было в целом спокойно. В 1059 году он сопровождал шотландского короля Малькольма III в поездке ко двору Эдуарда Исповедника. В 1063 году войска Тостига участвовали в военной кампании его старшего брата Гарольда в Уэльсе, в ходе которой завоевали Гвинед, что повлекло крах валлийской державы Грифида ап Лливелина.
По всей видимости, с течением времени Тостиг постепенно усиливал свою власть в Нортумбрии, пытаясь ввести здесь административно-фискальную систему по образцу Уэссекса. Были повышены налоги, ужесточены наказания за преступления против общественного порядка и государственной власти. Это не могло не вызвать сопротивления вольнолюбивой нортумбрийской военной знати.
В октябре 1065 года в Йоркшире вспыхнуло восстание. Местные тэны захватили Йорк, убили советников Тостига и объявили его лишённым престола Нортумбрии. Восставшие потребовали передачи титула эрла Моркару, младшему брату эрла Мерсии Эдвина. Армия мятежников двинулась на юг, в Нортгемптоншире к ним присоединились отряды Эдвина Мерсийского. На переговоры с восставшими отправился Гарольд, старший брат Тостига и фактический правитель Англии при потерявшем интерес к управлению короле Эдуарде. По результатам переговоров англосаксонский витенагемот 28 октября согласился на передачу Нортумбрии под управление эрла Моркара. Тостиг отказался признать решение короля и был изгнан из Англии.

### Вторжение в Англию и смерть

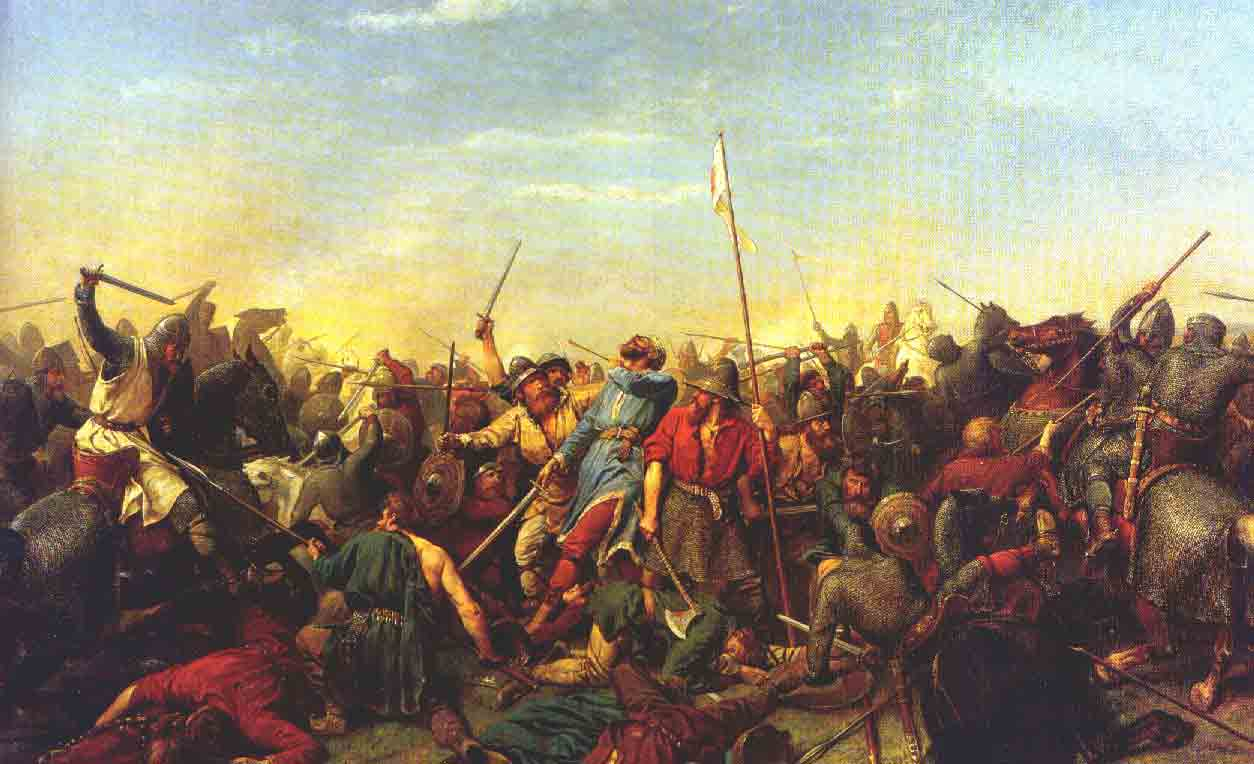
Петер Николай Арбо. Битва при Стамфорд-Бридже, в которой погиб Тостиг.

Тостиг бежал во Фландрию, граф которой был братом жены бывшего эрла. Немедленно после прибытия ко двору Бодуэн V, он начал подготовку к вторжению в Англию. Для этого он сблизился с герцогом Нормандии Вильгельмом, претендентом на английский престол после смерти короля Эдуарда. Тем временем корона Англия перешла к старшему брату Тостига, Гарольду Годвинсону. В мае 1066 года с флотом, набранным во Фландрии, Тостиг высадился на острове Уайт, а затем разграбил английское побережье вплоть до Сандвича. Но король Гарольд, собрав королевскую дружину и флот, вынудил Тостига отступить. Последний отправился к побережью Восточной Англии, пытаясь привлечь на свою сторону младшего брата Гирта, и опустошил Норфолк и Линкольншир. Однако соединённые силы Нортумбрии и Мерсии нанесли жестокое поражение отрядам Тостига, и тот был вынужден вновь бежать из Англии. На этот раз он отправился в Шотландию, где нашёл убежище у короля Малькольма III.
Летом 1066 года Тостиг заключил военный союз с королём Норвегии Харальдом III Суровым, претендующим на английский престол на основании заключённого в 1038 году соглашения его предшественника Магнуса I Благородного с королём Англии и Дании Хардекнудом. Тостиг убедил Харальда ускорить атаку англосаксонского королевства. С норвежской помощью флот Тостига отправился к устью Хамбера, где разбил войска эрлов Моркара и Эдвина в сражении при Фулфорде. Войска Харальда высадились в Нортумбрии и захватили Йорк.
25 сентября 1066 года с юга навстречу норвежской армии двинулись войска короля Гарольда II. В битве при Стамфорд-Бридже англосаксонские войска одержали убедительную победу над норвежцами. Тостиг и Харальд Суровый были убиты. После смерти Тостига его два сына эмигрировали в Норвегию, а жена вышла замуж за герцога Баварии Вельфа I.